# Borgviks socken
Borgviks socken i Värmland ingick i Grums härad och området ingår sedan 1971 i Grums kommun och motsvarar från 2016 Borgviks distrikt.
Socknens areal är 61,35 kvadratkilometer varav 56,23 land. År 2000 fanns här 369 invånare. Det tidigare bruket och kyrkbyn Borgvik samt sockenkyrkan Borgviks kyrka ligger i socknen.   

## Administrativ historik
Socknen bildades 11 januari 1716 genom en utbrytning ur Grums socken.
Vid kommunreformen 1862 övergick socknens ansvar för de kyrkliga frågorna till Borgviks församling och för de borgerliga frågorna bildades Borgviks landskommun. Landskommunen inkorporerades 1952 i Eds landskommun som 1969 uppgick i Grums köping som 1971 ombildades till Grums kommun. Församlingen uppgick 2010 i Ed-Borgviks församling.
1 januari 2016 inrättades distriktet Borgvik, med samma omfattning som församlingen hade 1999/2000.
Socknen har tillhört län, fögderier, tingslag och domsagor enligt vad som beskrivs i artikeln Grums härad. De indelta soldaterna tillhörde Värmlands regemente, Grums kompani.

## Geografi
Borgviks socken ligger nordväst om Vänern kring Borgviksälven och norr och väster om Borgvikssjön, innanför Grumsfjärden och söder om Värmeln. Socknen är en kuperad skogsbygd med odlingsbygd vid vattnen.

## Fornlämningar
Från bronsåldern finns gravrösen. En hällkista och rester av fornborgar finns här också.

## Namnet
Namnet skrevs 1397 Burwika och avsåg då en kvarn och kommer från bruket och kyrkbyn. Namnet innehåller bor, 'passage mellan eller utmed vatten' och syftar på Borgviksälven.

## Befolkningsutveckling
| Befolkningsutvecklingen i Borgviks socken 1780–1990                                                      | Befolkningsutvecklingen i Borgviks socken 1780–1990 | Befolkningsutvecklingen i Borgviks socken 1780–1990 | Befolkningsutvecklingen i Borgviks socken 1780–1990 | Befolkningsutvecklingen i Borgviks socken 1780–1990 |
| --- | --------------------------------------------------- | --------------------------------------------------- | --------------------------------------------------- | --------------------------------------------------- |
| |                                                     |                                                     |                                                     |                                                     |
| År |                                                     |                                                     | Folkmängd                                           |                                                     |
| 1780 | 1780                                                |                                                     | 576                                                 |                                                     |
| 1790 | 1790                                                |                                                     | 543                                                 |                                                     |
| 1800 | 1800                                                |                                                     | 697                                                 |                                                     |
| 1810 | 1810                                                |                                                     | 745                                                 |                                                     |
| 1820 | 1820                                                |                                                     | 780                                                 |                                                     |
| 1830 | 1830                                                |                                                     | 839                                                 |                                                     |
| 1840 | 1840                                                |                                                     | 965                                                 |                                                     |
| 1850 | 1850                                                |                                                     | 1 051                                               |                                                     |
| 1860 | 1860                                                |                                                     | 1 166                                               |                                                     |
| 1870 | 1870                                                |                                                     | 1 327                                               |                                                     |
| 1880 | 1880                                                |                                                     | 1 310                                               |                                                     |
| 1890 | 1890                                                |                                                     | 1 411                                               |                                                     |
| 1900 | 1900                                                |                                                     | 1 423                                               |                                                     |
| 1910 | 1910                                                |                                                     | 1 318                                               |                                                     |
| 1920 | 1920                                                |                                                     | 1 149                                               |                                                     |
| 1930 | 1930                                                |                                                     | 920                                                 |                                                     |
| 1940 | 1940                                                |                                                     | 765                                                 |                                                     |
| 1950 | 1950                                                |                                                     | 583                                                 |                                                     |
| 1960 | 1960                                                |                                                     | 511                                                 |                                                     |
| 1970 | 1970                                                |                                                     | 378                                                 |                                                     |
| 1980 | 1980                                                |                                                     | 347                                                 |                                                     |
| 1990 | 1990                                                |                                                     | 373                                                 |                                                     |
| Anm: Källor: Umeå universitet - Tabellverket 1749-1859, Demografiska databasen, CEDAR, Umeå universitet. |                                                     |                                                     |                                                     |                                                     |